# Lotta olimpica

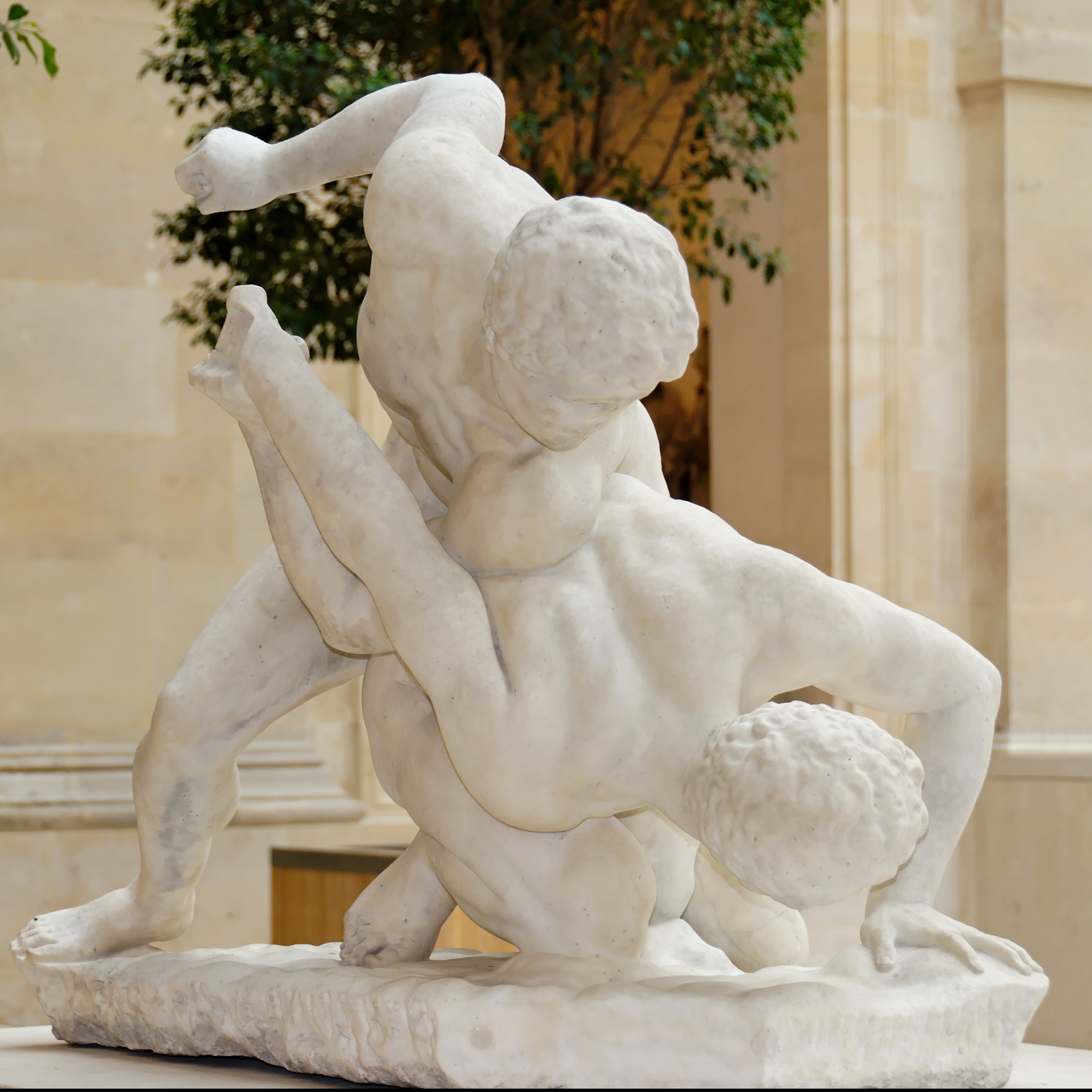
Philippe Magnier, I lottatori – Firenze, Galleria degli Uffizi, copia moderna dell'originale romano

La lotta olimpica, in Italia a volte chiamata semplicemente lotta, è uno sport da combattimento in cui due avversari si confrontano sia in piedi che a terra. È suddiviso in due varianti: lotta greco-romana e lotta libera (o stile greco-romano e libero).
Spesso per indicare la lotta si usa il termine inglese wrestling, che non va confuso con gli spettacoli televisivi del pro-wrestling.

## Regolamento
In primis è necessario spiegare le differenze tra i due stili di lotta.
Nella lotta greco-romana sono ammesse solo tecniche effettuate con le braccia al di sopra del bacino, mentre nella lotta stile-libero sono consentite anche le prese delle gambe ed il loro utilizzo attivo per l'esecuzione di tecniche.
La lotta femminile rispetta le stesse regole della lotta stile-libero con l'aggiunta che è vietata la tecnica denominata doppia Nelson.
I combattimenti si svolgono su tappeti morbidi per attutire le cadute, e l'area di combattimento è delimitata da un cerchio rosso largo 1 m e del diametro interno di 8 m. Il regolamento ufficiale della FILA (Federation Internationale Lutte Amateur) richiede "ai praticanti di fornire una lotta totale e universale nell'onestà e nel fair-play per il piacere degli spettatori."
Nella specialità greco-romana (presente alle Olimpiadi dal 1896) è formalmente proibito dal regolamento afferrare l'avversario al di sotto delle anche, eseguire sgambetti o spazzate ed utilizzare in ogni situazione gli arti inferiori; di conseguenza è una disciplina specializzata nella lotta dal clinch e prevede un ampio repertorio di prese, proiezioni, sbilanciamenti o difese dall'altezza della cintura alla testa. Nello stile libero che può essere praticato anche dalle donne, invece, è permesso afferrare le gambe dell'avversario, effettuare sgambetti, spazzate, ed utilizzare attivamente le gambe nell'esecuzione di qualsiasi azione in aggiunta alle tecniche della greco-romana.
La competizione avviene su un tappeto omologato FILA; i lottatori competono in determinate categorie di peso (e di età) che negli atleti seniors (21 - 35 anni) sono di 55 kg, 60 kg, 66 kg, 74 kg, 84 kg, 96 kg e 120 kg.
L'abbigliamento nelle competizioni è composto da un costume intero con bretelle che copre dalle ginocchia fin sopra i fianchi e dalle scarpe alte fino al malleolo (sempre obbligatorie). È permesso l'utilizzo di protezioni morbide, come ginocchiere, gomitiere ecc. o i caratteristici "caschetti". 
Sono presenti anche le categorie femminili (48 kg, 51 kg, 55 kg, 59 kg, 63 kg, 67 kg e 72 kg), ma soltanto nella libera e con limitazioni nel regolamento. Entrambe le discipline sono praticabili da bambini e adulti di tutte le età.
Ogni incontro è diviso in tre round, e si aggiudica un match battendo l'avversario ai punti o per schienata. Ad ogni tecnica viene assegnato un punteggio, ma qualora si riuscisse a "schienare" il proprio rivale, la vittoria sarebbe immediata.
I combattimenti prevedono fasi di lotta in piedi ed altre a terra che ne sono la continuazione.
In entrambe le situazioni si utilizzano una vasta gamma di tecniche nel tentativo di difendersi, sbilanciare, atterrare o controllare la forza dell'avversario.
C'è da precisare che la reattività del lottatore è fortemente condizionata dalla sua condizione psicofisica e tende a decrescere durante l'incontro, rendendolo più vulnerabile agli attacchi di un avversario più prestante. Per questo motivo, la preparazione atletica della lotta è portata ai massimi livelli sotto il punto della forza, della potenza e della resistenza fisica.
I lottatori hanno il divieto di:
- Tirare i capelli, le orecchie, le parti genitali, pizzicare la pelle, mordere, torcere le dita o le orecchie ecc e, in via generale, compiere qualsiasi azione, gesto o presa che ha per obiettivo di torturare l'avversario o di farlo soffrire per costringerlo ad abbandonare.
- Dare dei calci, delle testate, strangolare, spingere, effettuare prese che possono mettere in pericolo la vita dell'avversario o provocargli una frattura o una lussazione degli arti, pestare i piedi dell'avversario e toccargli il viso fra le sopracciglia e la linea della bocca.
- Affondare il gomito o il ginocchio nello stomaco o nella pancia dell'avversario, praticare qualsiasi torsione suscettibile di far soffrire, di tenere l'avversario per il costume.
- Aggrapparsi e appigliarsi al tappeto.
- Parlare durante l'incontro.
- Prendere la pianta del piede dell'avversario (è permessa solo la presa sopra il piede e il tallone).
- Di accordarsi tra di loro sul risultato del combattimento.

I combattimenti vengono diretti da una terna arbitrale supervisionata da un giudice di gara; i loro compiti sono: dirigere il combattimento ed assegnare i punteggi (Arbitro), seguire accuratamente l'incontro e confermare le decisioni arbitrali (Giudice), coordinare i lavori dell'Arbitro e del Giudice (Presidente di tappeto), responsabile decisionale in caso di disaccordo della terna arbitrale (Giudice di gara).
Un incontro può essere vinto ai punti o per atterramento seguendo un preciso criterio:
- 1 punto quando l'avversario esce dal campo di gara;
- 1 punto quando l'avversario è portato a terra, a partire da una posizione in piedi, con passaggio dietro dell'attaccante e tre arti che toccano terra da parte di chi difende;
- 2 punti quando viene messo in pericolo di schienata;
- 3 punti quando si proietta l'avversario e lo si mette in posizione di pericolo o lo si proietta con una proiezione di grande ampiezza (sopra la spalla dell'attaccante), ma senza posizione di pericolo;
- 5 punti quando si proietta con una proiezione di grande ampiezza l'avversario e lo si mette in posizione di pericolo.
- La schienata equivale al ko e la vittoria è immediata. Quando uno dei due lottatori viene immobilizzato con entrambe le spalle a terra, la vittoria è immediata.

Nel caso che un incontro termini in parità, viene effettuato un sorteggio per poter creare i presupposti di un'azione di situazione denominata Contatto Obbligatorio o Clinch che è differente nei due stili ed ha la durata di 30 secondi.
Esistono competizioni dedicate a uomini o a donne, suddivisi per classe di età o peso.
- Lotta femminile:Flickr - tpower1978 - S.F. Wrestling World Championships (1)

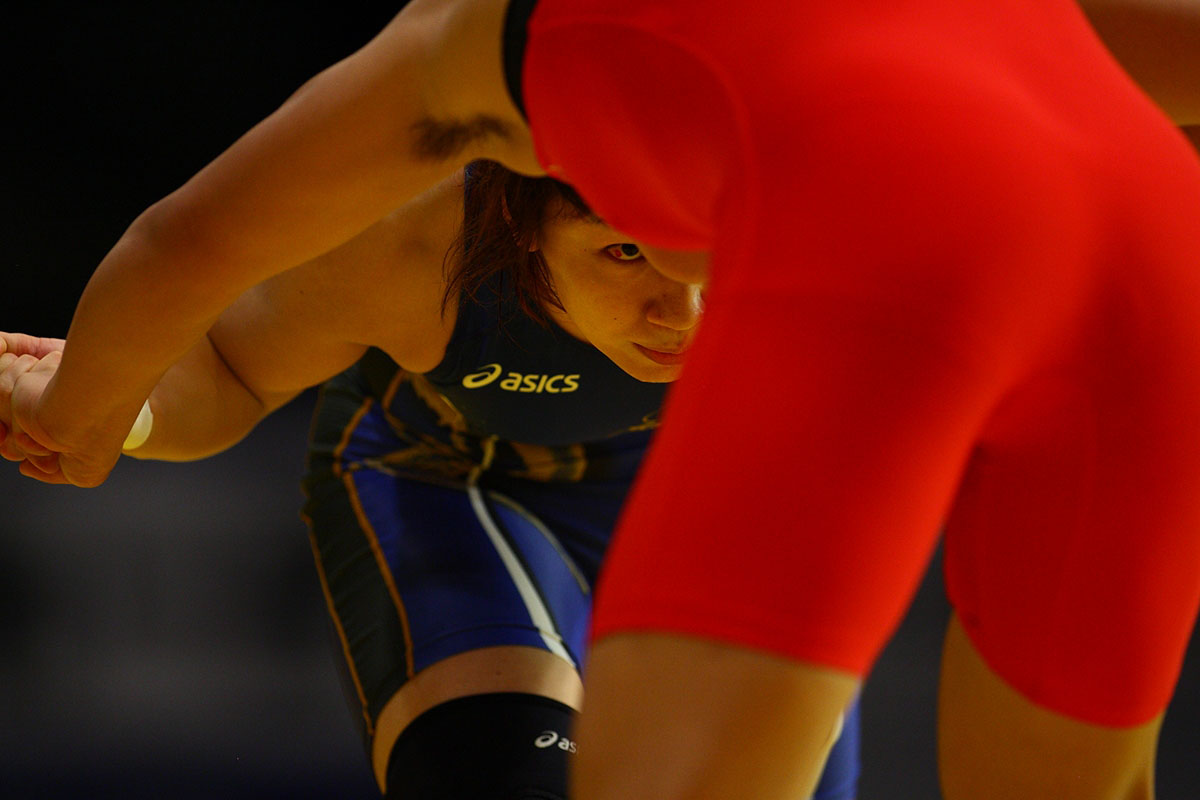
Flickr - tpower1978 - S.F. Wrestling World Championships (1)

Esordienti (14-15 anni) kg 30 - 32 - 34 - 37 - 40 - 44 - 48 - 52 - 57 - 62
Cadette  (16-17 anni)	kg 38 - 40 - 43 - 46 - 49 - 52 - 56 - 60 - 65 – 70
Juniores  (18-20 anni)	kg 44 - 48 - 51 - 55 - 59 - 63 - 67 – 72
Seniores  (21-35 anni)	kg 48 - 51 - 55 - 59 - 63 - 67 - 72 
- Lotta maschile

Esordienti (14-15 anni) kg 32 - 35 - 38 - 42 - 47 - 53 - 59 - 66 - 73 - 85
Cadetti  (16-17 anni)	kg 42 - 46 - 50 - 54 - 58 - 63 - 69 - 76 - 85 -100
Juniores  (18-21 anni)	kg 50 - 55 - 60 - 66 - 74 - 84 - 96 -120 
Seniores  (21-35 anni)	kg 55 - 60 - 66 - 74 - 84 - 96 – 120

## Abbigliamento
Abbigliamento per le competizioni.
I lottatori devono indossare un costume (Singlet) omologato FILA di colore rosso o blu; le calzature devono essere morbide, senza fibbie e con suole in gomma.

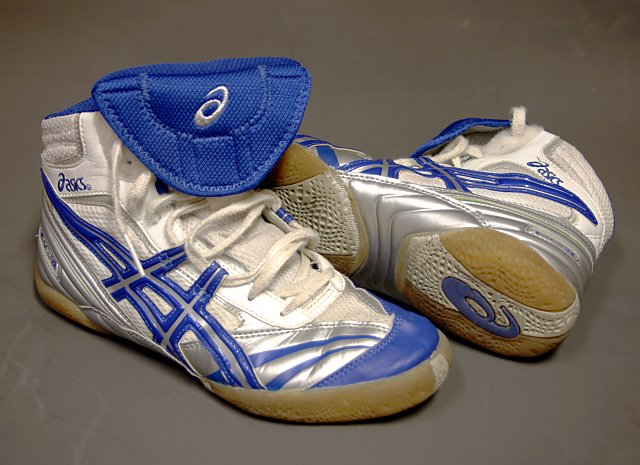
Asics wrestling shoes

## Tecniche di lotta
Un combattimento di lotta si basa su alcuni principi basilari:

### Posizione
La posizione di un lottatore varia sensibilmente tra la lotta stile-libero e greco-romana poiché diversi sono i tipi di attacchi e diverse le parti del corpo da difendere. 
Nella lotta greco-romana la posizione dei lottatori è piuttosto eretta, testa alta (perché non può essere usata come strumento), le gambe sono divaricate e pronte a contrastare le pressioni dell'avversario, le mani e le braccia sono chiuse davanti al busto e pronte alle prese.
Nella lotta stile-libero il baricentro è più basso in modo da prevenire le tecniche alle gambe, la testa è posizionata in modo da essere un baluardo agli attacchi dell'avversario, le mani e le braccia sono posizionate davanti al corpo pronte alle prese.
Le “armi” di un lottatore sono idonee sia per attaccare che per difendere e sono quattro:
- le mani - possono prendere, manipolare o bloccare
- gomiti - possono essere utilizzati per contrastare o sbilanciare
- testa  - può contrastare o spostare l'avversario
- bacino - è il punto d'unione delle energie del tronco degli arti superiori e degli arti inferiori, grazie ad esso si ottimizza la posizione del baricentro e si riesce ad usare il proprio peso per contrastare le energie dell'avversario.

### Controllo
Esistono molte tecniche di controllo:
- controllo dei polsi (presa semplice, presa incrociata o presa inversa)
- controllo del braccio
- controllo del gomito
- controllo del busto e della spalla
- controllo del collo

### Fughe
Vengono considerate fughe tutte quelle tecniche che, a terra o in piedi, servono a prevenire gli attacchi e a sottrarsene.

### Tecniche di attacco
Sono tutte quelle tecniche che hanno come finalità l'atterramento o lo schienamento dell'avversario:
greco-romana:

in piedi - ancata, braccio in spalla, rovesciata, supplex ed ogni altro tipo di proiezione eseguita con le braccia.

a terra - ½ o doppia Nelson, hammerlock, cintura.

stile-libero:

oltre alle tecniche di greco-romana si possono usare tecniche tipo:

in piedi - presa di una gamba (single leg), presa di due gambe (duble leg), sgambetti ed agganci

a terra - cavallina, intreccio di tibie, intreccio di gambe.

### Tecniche di difesa
Sono tutte quelle tecniche che messe in atto servono a neutralizzare o contrastare le tecniche di attacco.

## Storia della lotta olimpica

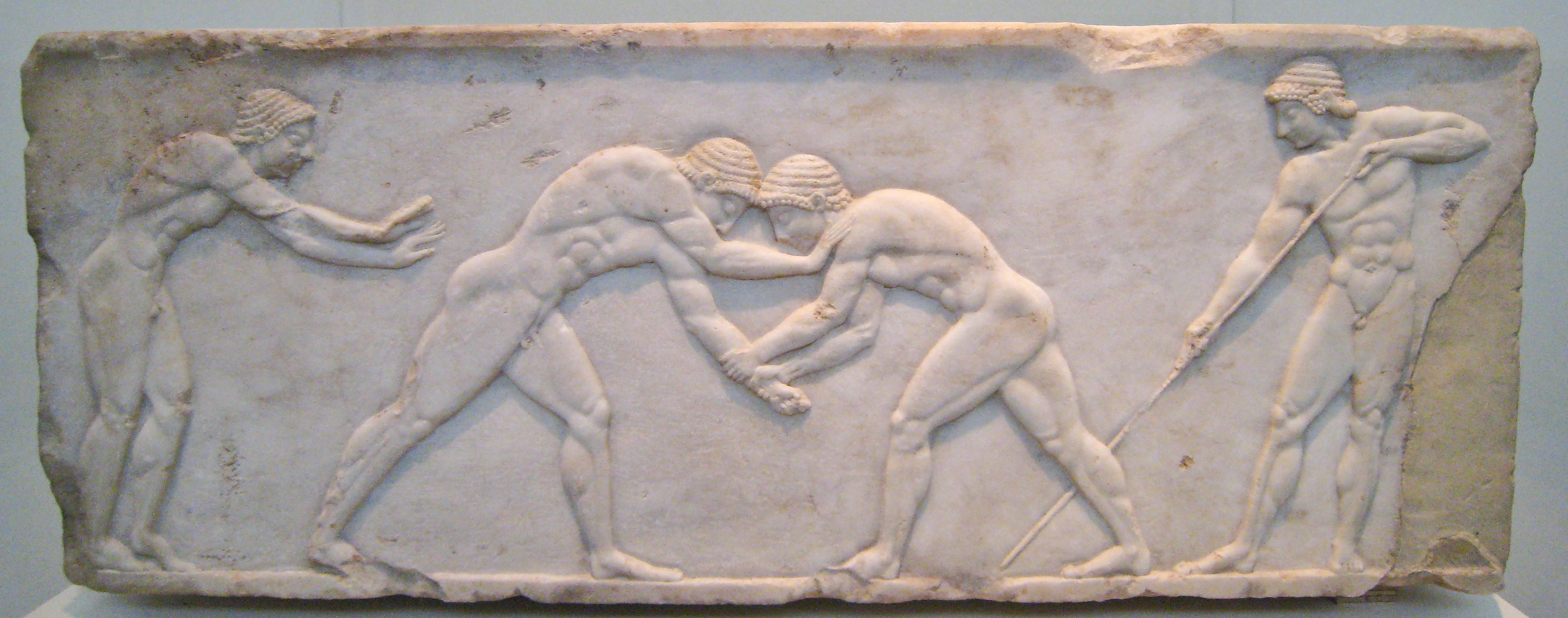
Base per un kouros funerario risalente al 510 a.C., trovata vicino al Ceramico (Atene) inglobata nelle mura di Temistocle.

La lotta olimpica nacque nel 708 a.C. in occasione della XVIII Olimpiade ed il primo vincitore dei Giochi fu lo spartano Euribato. Uno dei più grandi campioni olimpici della lotta antica fu Milone di Crotone, vincitore per ben sei volte dal 540 a.C. al 516 a.C. e si affermò anche nelle feste istmiche, nemee e pitiche.
L'imperatore Teodosio I proibì i simboli della civiltà pagana come i giochi olimpici e di conseguenza la lotta olimpica sparì come competizione sportiva, ma durante il medioevo sovrani, nobili e guerrieri praticavano spesso varie forme di lotta come esercizio.
Il 1800 rappresenta la rinascita della lotta a livello di popolarità; in questo periodo storico iniziò la fase della “lotta olimpica moderna”, nata sulla scia delle numerose discipline tradizionali che ancora oggi influenzano e caratterizzano il repertorio tecnico degli stili olimpici (libera e greco-romana). La Francia svolse un ruolo fondamentale verso il rilancio della disciplina grazie alla nascita di numerose accademie come quelle di Lione, Bordeaux e Marsiglia. Exbroyat, soldato di Napoleone, rappresenta il simbolo di questa rinascita; ma negli stessi anni nacquero delle importanti palestre anche in Italia, in particolar modo a Milano, Genova e Torino grazie, anche, al prezioso contributo di Basilio Bartoletti, al quale si deve la denominazione di "lotta greco-romana".
Il regolamento sportivo della lotta greco-romana venne scritto il 20 maggio 1848, stilato da 350 delegati delle accademie di Lione, Marsiglia, Arles, Bordeaux, Tolosa e Nimes. Il formato richiamava l'antico testo delle regole stabilite sotto il regno di Ifito, nell'Elide, opportunamente aggiornato ed adattato alle esigenze dell'epoca moderna, come il divieto di utilizzare o afferrare le gambe, non presente nell'antichità.
Tre grandi nomi di lottatori dominano la scena internazionale dell'epoca: Felix Bernard, Pietro Dalmasso ed Abdullah Jeffery, autentici maestri della lotta che anteponevano la tecnica alla forza. Per quanto riguarda l'Italia, i nomi più importanti sono quelli di Basilio Bartoletti e Dalmasso.
Nello stesso periodo, la Turchia giocò un ruolo di fondamentale importanza per le sorti delle discipline olimpiche in oggetto, complici, in gran parte, le invasioni turche nell'Europa sud-orientale. In terra turca, nei Paesi balcanici e danubiani (Bulgaria, Romania, Albania, Jugoslavia), i lottatori di “yağlı güreş” (stile tradizionale turco) iniziarono ad affacciarsi alla greco-romana pur trovando non poche difficoltà a causa del divieto di utilizzare le gambe nelle tecniche (consentito nello yağlı).
Anche la Svizzera diventò protagonista nei primi anni del 1800, grazie alla lotta tradizionale “calegon” e l'introduzione della lotta libera nel 1820, periodo in cui si accese una forte rivalità fra i due stili. L'Europa era diventata un vero e proprio motore per la ripresa della lotta, pratica che si diffuse rapidamente anche in Germania sulla scia del tradizionale “rangeln”.
Le origini francesi della greco-romana non influenzarono in alcun modo la nascita della lotta libera a cui vengono attribuite origini anglosassoni strettamente correlate con gli stili tradizionali praticati nell'attuale UK.
Gli stili inglesi dell'800 avevano diverse affinità con quelli spagnoli “léon” e “canaria”, mentre in scandinavia venivano praticati forme tradizionali come il “kragkast” e soprattutto il “glima”, stilisticamente adatto alla greco-romana che, al contrario della libera, si diffuse rapidamente in tutta la penisola.
Nell'Europa del 1800-1900 nacquero un alto numero di accademie ma soprattutto vennero costituite le prime federazioni nazionali (a partire dal 1891 con quella tedesca).
In Iran venivano praticate ben cinque forme tradizionali (“gilaki” e “mazanderani” le più importanti), ma la diffusione della lotta olimpica avvenne intorno al 1930 (nello stesso periodo anche in Belgio ed Olanda).
L'India è stata una delle zone in cui si sviluppò la lotta nel passato, ma nell'era moderna la completa organizzazione della disciplina avvenne durante il 1900 inoltrato, come del resto in Pakistan, Cina e Giappone. Gli stili olimpici raggiunsero anche l'Australia per via dei soldati inglesi; alcuni anni dopo si diffusero in sud America e Canada grazie ai viaggi dei lottatori europei.
Fra gli ultimi anni del 1880 ed i primi del 1900 diversi lottatori di greco-romana furono protagonisti di sfide interstile in cui dimostrarono la grande efficacia della lotta, come nel caso di William Muldoon che nel 1887 sconfisse il campione mondiale di pugilato John L. Sullivan in meno di due minuti. Il successivo incontro pubblicizzato avvenne alla fine del secolo quando il futuro campione dei pesi massimi di pugilato Bob Fitzsimmons affrontò il campione europeo di lotta greco-romana Ernest Roeber. Roeber ebbe una frattura allo zigomo, ma fu in grado di portare Fitzsimmons al tappeto e finalizzare l'avversario con una leva al braccio. Durante i primi anni del 1900, l'italiano Giovanni Raicevich, campione di lotta greco-romana, sconfisse Akitaro Ono, un maestro giapponese esperto di judo, ju-jitsu e sumo.

### Età moderna

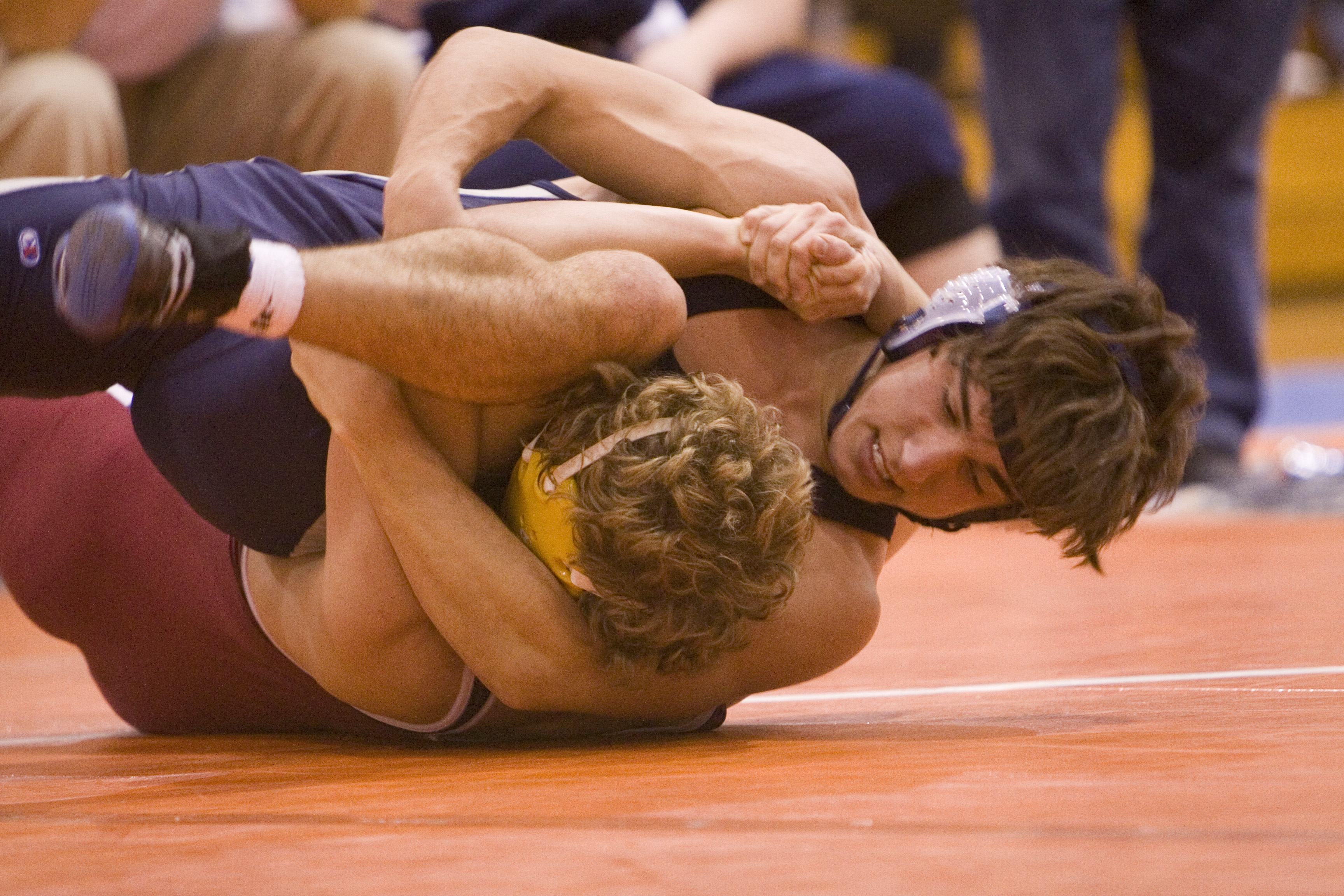
Incontro di lotta tra due studenti delle scuole superiori americane

Grazie al congresso del 1894, nel quale il barone Pierre de Coubertin riaprì le Olimpiadi, le nazioni più progredite canalizzarono i movimenti sportivi spontanei in strutture organizzative finalizzate prevalentemente alla partecipazione ai Giochi Olimpici.
La lotta, intesa come disciplina sportiva regolamentata, riapparve nel XIX secolo prima in Italia e in Francia, poi dall'inizio del XX secolo in Germania e in Inghilterra. La lotta greco-romana entrò a far parte delle Olimpiadi moderne fin dalla sua prima edizione nel 1896, mentre la lotta libera vi entrò nel 1904.
Nel 1912 nacque la federazione internazionale della lotta (FILA) e con essa iniziarono ufficialmente le altre competizioni internazionali, come i campionati europei e mondiali.
La lotta moderna è stata rilanciata da professionisti popolari nella seconda metà del XIX secolo e nella prima metà del XX secolo, come l'italiano Basilio Bartoletti (al quale si attribuisce la coniazione del termine "lotta greco-romana").

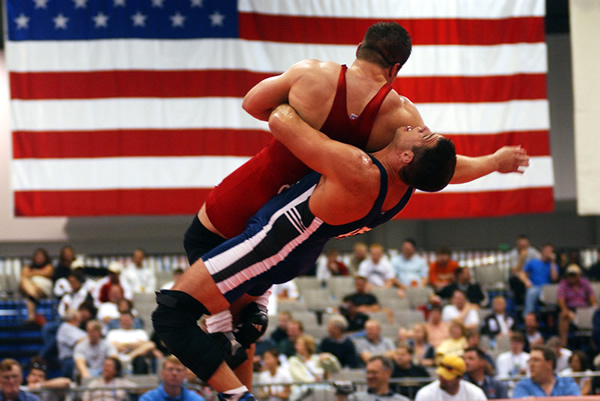
Due lottatori nella variante della Greco-romana

Dagli anni cinquanta agli anni ottanta i lottatori sovietici, statunitensi e dell'Est Europa dominarono la scena. Nella "hall of fame" dei campioni trovano posto il siberiano Aleksandr Karelin categoria 130 kg, vincitore di tre ori alle Olimpiadi del 1988, 1992 e 1996, argento olimpico nel 2000, 9 volte World gold medalist (1989-91, 1993-95, 1997-99), l'americano John W. Smith vincitore alle Olimpiadi del 1988, 1992 nei 62 kg, 4 volte World gold medalist (1987, 1989-91), ed anche l'italiano Vincenzo Maenza, o "Pollicino" in allusione alla sua minuta corporatura, il quale ha conseguito la vittoria alle Olimpiadi del 1984 e del 1988 nella categoria 48 kg e l'argento in quelle del 1992 sempre nella 48 kg. Sono da ricordare anche gli italiani Pietro Dalmasso e i fratelli Emilio, Massimo e Giovanni Raicevich. Quest'ultimo ottenne innumerevoli successi ai massimi livelli mondiali nella sua ventennale carriera.
La continua crescita della lotta olimpica in termini di popolarità, consentì alla FILA di inserire un terzo stile alle Olimpiadi del 2004: la lotta femminile. Nello stesso anno venne introdotto la lotta sulla spiaggia, una forma di lotta disputata sulla sabbia che nel 2009 è entrato a far parte degli sport presenti alle Olimpiadi giovanili. 
Durante il 2008 la federazione internazionale adottò il grappling, seguito da combat grappling, dalle MMA e dal pancrazio nel 2010; questi stili fanno parte delle discipline di lotta internazionali, ma non olimpiche.
Alle attuali competizioni di lotta olimpica (sport nazionale in Turchia, Iran, Georgia, Azerbaijan, Armenia, USA, Uzbekistan, Kazakistan, Mongolia, Gambia ed altre repubbliche del blocco ex URSS) si confrontano squadre provenienti da 160 nazioni con centinaia di lottatori.

## Stili di lotta non olimpici
Il mondo della lotta è molto vasto e spazia dalle discipline olimpiche (libera, greco-romana, femminile) alle svariate forme "folkstyle" (circa 220 nel mondo), dalle proiezioni alle leve articolari, fino alle percussioni. Inoltre viene utilizzata da millenni con svariati scopi: competizioni sportive, difesa personale, addestramento militare ed attività educative.
Occorre precisare che le forme di lotta non olimpiche appartenenti alla medesima federazione della libera e greco-romana (FILA Wrestling) vengono classificate in:
Stili internazionali:
- Grappling
- MMA & combat grappling
- Pancrazio
- Lotta sulla spiaggia
- Alysh

Il grappling (chiamato anche submission wrestling o submission grappling) è uno stile di lotta (con e senza kimono) specializzato nel combattimento a terra che unisce la lotta (libera, luta livre, catch wrestling, sambo..) con il brazilian jiu-jitsu. Questo stile, utile per la difesa personale, è stato inserito nei SportAccord Combat Games, considerati le Olimpiadi delle arti marziali.
Il combat grappling rappresenta una forma di MMA a contatto pieno composta dalle tecniche di lotta del Grappling con l'aggiunta delle percussioni (pugni, calci, ginocchiate e gomitate), in piedi ed al suolo (ground and pound). Il combat grappling è stato ideato dal WGC con il duplice obiettivo di proporre un sistema completo, realistico e sicuro per la difesa personale, non a caso è particolarmente indicato per i corpi di polizia o militari. Per quanto riguarda l'aspetto sportivo della disciplina vi sono due formati: semi pro ed amatoriale. 
Questa disciplina può essere praticata in modo indipendente oppure allenata come naturale completamento della lotta olimpica e del grappling.
Il pancrazio è un'antica arte marziale discendente dalla lotta che prevede un ampio repertorio di prese, proiezioni, leve articolari, strangolamenti, pugni, calci, ginocchiate, gomitate, testate ed altre tecniche. 
Questo stile è gestito dalla FILA Wrestling, la federazione internazionale sulla lotta, e prevede vari regolamenti. Nella disciplina rivolta agli amatori, il pancrazio prevede le stesse regole del combat grappling amatoriale (contatto pieno ma divieto di colpire la testa), mentre nella variante professionistica (praticata in Russia e nell'est Europa) l'incontro, sempre a contatto pieno, può essere disputato a mani nude, senza protezioni e con pochissime regole (sono ammesse anche le testate). Il pancrazio è un sistema polivalente che viene praticato anche da vari corpi di polizia e militari, come nel caso dell'esercito statunitense, ucraino, francese ed altri nell'est Europa. Recentemente, la federazione italiana sul pancrazio ha sviluppato ed ufficializzato il pancrazio amyna, specifico per la difesa personale; in questo stile non vi sono regole e competizioni. Dal pancrazio (presente nelle Olimpiadi del 648 a.C.) è nato il Vale Tudo e le moderne MMA arti marziali miste. Dal 2010, il pancrazio è stato inserito all'interno dei SportAccord Combat Games, confermando la grande espansione e rinascita della disciplina in tutto il pianeta.
La lotta sulla spiaggia è uno stile basato sulle tecniche della lotta libera, ma a differenza di quest'ultima è vietato il combattimento a terra. L'intento delle federazioni che organizzano i tornei di lotta sulla spiaggia è quello di promuovere e diffondere il wrestling anche al di fuori delle palestre, sfruttando un ambiente di gara naturale e molto popolato. La lotta sulla spiaggia è stato inserito nei Giochi asiatici sulla spiaggia OACSIA (Olympic Council of Asia).
Stili folkstyle o tradizionali:
- catch wrestling, luta livre, lotta celtica, lotta turca con olio, lotta svizzera, s'Istrumpa e molti altri stili (in tutto sono circa 220) caratterizzanti diverse aree geografiche.

## Il ruolo della lotta nelle MMA
La lotta olimpica (libera e greco-romana) ottenne un ulteriore incremento di popolarità intorno al 1990 grazie alle sfide "vale tudo" organizzate nell'ambito della federazione UFC.
All'inizio, nei tornei UFC si confrontavano combattenti di diversi stili (provenienti da tutto il mondo) per individuare l'arte marziale più efficace nel combattimento reale a mani nude. Le prime dodici edizioni del torneo Ultimate Fighting Championship erano contraddistinte dall'assenza di categorie di peso, guantoni e regole (per i colpi proibiti vi furono solo sanzioni a livello monetario); sei edizioni furono dominate dalla lotta olimpica, tre dalla seconda disciplina risultata più efficace. 
Oggi, un allenamento di MMA comprende una forte componente di lotta olimpica (per la lotta in piedi) e di Grappling No-Gi (per la lotta a terra). 
Questi successi e la grande popolarità delle arti marziali miste spinsero la FILA ad adottare il Grappling, il Combat Grappling (MMA semi pro) ed il Pancrazio come stili internazionali.